# Santo y Blue Demon contra los monstruos
Série
Santo contra Blue Demon en la Atlántida
(1969) El mundo de los muertos
(1970)
Pour plus de détails, voir Fiche technique et Distribution.
Santo y Blue Demon contra los monstruos est un film mexicain de 1970 de Gilberto Martínez Solares. C'est le vingt-troisième film de la série des Santo, el enmascarado de plata. La même année, Gilberto Martínez Solares réalisa également El mundo de los muertos.

## Fiche technique
- Titre original : Santo y Blue Demon contra los monstruos
- Titre anglais ou international : Santo and Blue Demon vs. the Monsters
- Réalisation : Gilberto Martínez Solares
- Scénario : Rafael García Travesí et Jesús Sotomayor Martínez
- Photographie : Raúl Martínez Solares
- Montage : José W. Bustos
- Musique : Gustavo César Carrión
- Production : Jesús Sotomayor Martínez
- Société(s) de production : Cinematográfica Sotomayor
- Pays d’origine :  Mexique
- Langue originale : espagnol
- Format : couleur — 35 mm — 1.37,1 — son Mono
- Genre : action, aventure, fantastique
- Durée : 85 minutes
- Dates de sortie :
  - Mexique : 14 mai 1970

## Distribution
- Santo : El Santo
- Blue Demon : Blue Demon
- Ivan J. Rado : Otto Halder (as Jorge Rado)
- Carlos Ancira : Bruno Halder
- Raúl Martínez Solares : enfant
- Hedi Blue : Gloria Halder
- Adalberto Martínez : danseur
- Rafael Aldrete "Santanón" : Waldo
- Vicente Lara : Homme-loup
- Tinieblas : Frankenstein
- Gerardo Zepeda : Cyclope / Zombie
- David Alvizu : le vampire
- Fernando Rosales : La momie
- Carlos Suárez : villageois
- Margarita Delgado : villageoise
- Elsa María Tako : Sonia, femme vampire
- Yolanda Ponce : Fabiola, femme vampire
- Manuel Alvarado : impresario
- Carlos Corona : Détective